# カーソン・パーマー
- カーソン・パルマー

カーソン・ヒルトン・パーマー（Carson Hilton Palmer, 1979年12月27日 - ）は、アメリカ合衆国カリフォルニア州フレズノ出身の元プロアメリカンフットボール選手。NFLのシンシナティ・ベンガルズなどで活躍した。ポジションはクォーターバック。2021年にカレッジフットボール殿堂入りを果たしている。

## 経歴

### カレッジ

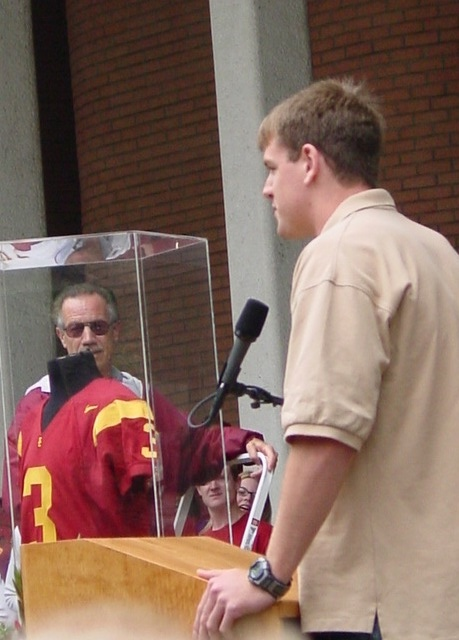
USC永久欠番セレモニー
(2007年)

USCでは5年間エースとして活躍。5年目の2002年シーズンにはオールアメリカンファーストチームに選出され、オレンジボウルMVP、スポーティングニュース最優秀選手賞、ハイズマン賞など数々の賞を受賞した。

### シンシナティ・ベンガルズ
2003年のNFLドラフトにて、全体1位でシンシナティ・ベンガルズから指名された。その後、6年総額4269万ドルのルーキー契約を結んだ。
1年目の2003年シーズンは試合に出場せず、コーチやベテランから指導を受けた。
2004年シーズンにデビューした。
2005年シーズンはいずれもNFL最高となるパス成功確率67.8％、32のタッチダウンを記録し、自身初のプロボウルに選出された。また、シーズン途中にはベンガルズと2014年までの6年契約に合意した。2006年1月には膝を負傷し、「キャリアを終わらせてしまうレベルの大怪我」とされていたが、この2年前に交通事故で死亡した女性のアキレス腱を使用して膝の再建手術を行い、懸命なリハビリの末に復帰した。

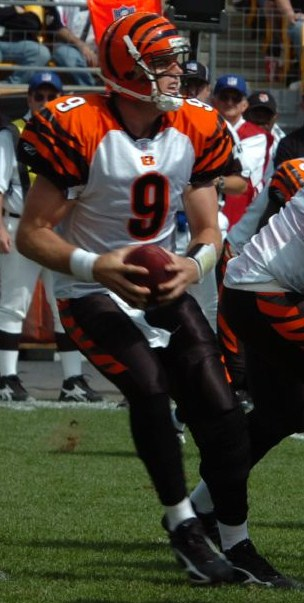
ベンガルズでのパーマー
(2006年)

2006年シーズンもプロボウルに選出され、プロボウル攻撃部門のMVPを受賞した。
以降もエースとしてチームを牽引したが、プレーオフでは結果を残せなかった。
2010年シーズン、チームは10連敗を喫するなどしてプレーオフ進出を逃した。シーズン終了後にはチームに不満を募らせ、トレードを要求。ベンガルズ側はこれを拒否したが、パーマーはトレードが成立しなければ引退も辞さない姿勢であり、「ポール・ブラウン・スタジアム（ベンガルズの本拠地）には二度と足を踏み入れない」とのコメントも残した。ベンガルズはこれを受け、2011年のNFLドラフトでパーマーと同じポジションのアンディ・ダルトンを指名した。
2010年シーズンのオフの間にはトレードが成立しなかったが、2011年シーズンはトレーニングキャンプに参加せず、開幕から制限リストに入って欠場した。チームはダルトンを新たなエースに据えて6勝2敗と好調なスタートを切っていたため、パーマーの復帰を期待する声は少なくなっていった。

### オークランド・レイダース
2011年10月18日に2012年のドラフト1巡目指名権、2013年のドラフト2巡目指名権とのトレードで、オークランド・レイダースへ移籍した。レイダースのヘッドコーチのヒュー・ジャクソンが大学時代、ベンガルズ時代のコーチであり、親交が深かったことが決め手となった。しかし、移籍後は9試合に先発するも4勝5敗と奮わず。チームはプレーオフ進出を逃し、ジャクソンは解雇された。一方、古巣のベンガルズはプレーオフに進出し、明暗が分かれる形となった。オフに現行の契約を見直し、レイダースと4年総額4300万ドルの契約延長に合意した。

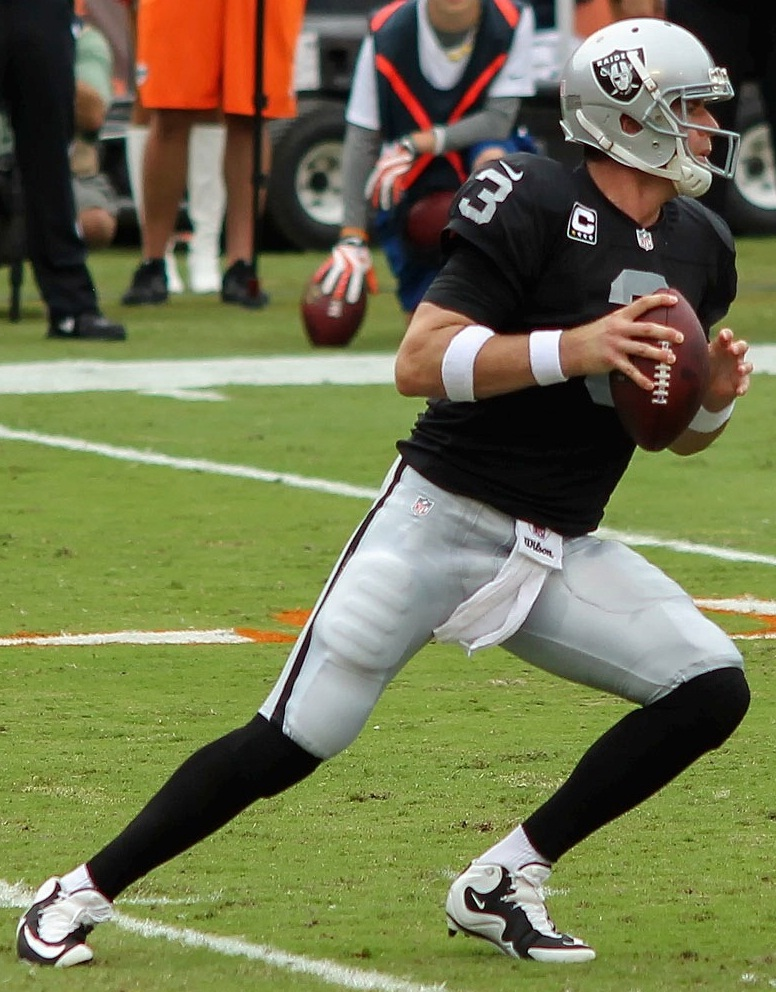
レイダースでのパーマー
(2012年)

2012年シーズンは開幕から先発を務めるも4勝11敗と低調な成績に終わり、またしてもプレーオフ進出を逃した。結果的にレイダースで先発した24試合は8勝16敗と、期待を裏切る形になった。

### アリゾナ・カージナルス
2013年4月2日に同年のドラフト6巡目指名権、2014年の条件付き指名権とのトレードで、アリゾナ・カージナルスへ移籍した。移籍直後に現行の契約を見直す形で、新たに2年総額1600万ドルの契約を結んだ。
2014年シーズンはチームを開幕5連勝に導くなど復活し、シーズン途中の2014年11月7日にカージナルスと3年総額4950万ドルの契約延長に合意した。しかし、2日後のセントルイス・ラムズ戦で左膝の前十字靭帯を断裂し、そのままシーズン終了となった。
2015年シーズンに復帰。第10週のシアトル・シーホークス戦での勝利後、シーホークスファンに挑発的なジェスチャーをしたとして約1万5000ドルの罰金処分を課された。このシーズンは9年ぶりとなるプロボウルに選出され、トム・ブレイディ、ラッセル・ウィルソンらと共にシーズンMVPのファイナリストにも名前が挙がった。

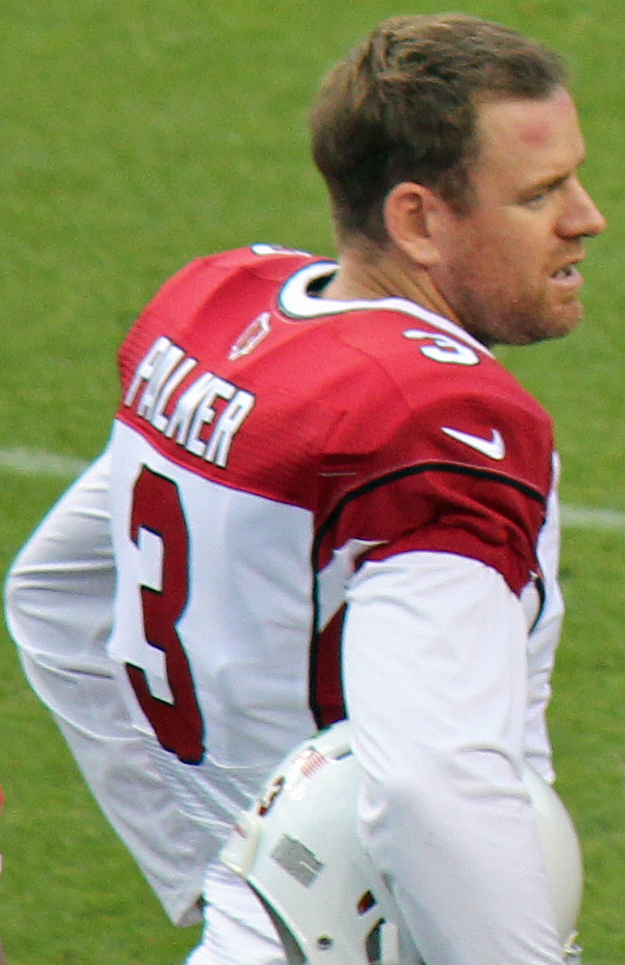
カージナルスでのパーマー
(2015年)

2016年8月5日にカージナルスと1年2435万ドルの契約延長に合意した。
2016年シーズンは通算6度目となるシーズンパス獲得ヤード4,000以上を達成したが、チームはプレーオフ進出を逃した。
2017年シーズンは第7週のロサンゼルス・ラムズ戦で左腕を痛めて離脱。故障者リザーブに入り、そのままシーズン終了となった。

### 現役引退へ
2018年1月2日に現役引退を表明した。通算パス獲得ヤード（46,247）、パスからのタッチダウン（294）はいずれもNFL歴代12位の記録である。
2019年にはカージナルスの殿堂入りを果たした。

## 人物
2003年に大学時代から交際していた恋人のシェーリンと結婚した。
現役時代の生涯年収はエンドースメント契約を除いても推定1億7400万ドル以上とされている。フォーブス誌によれば、2015年の年収は2900万ドルであった。

## 家族
弟のジョーダン・パーマーもNFL選手で、2008年から2010年には同じチームに所属した。

## 詳細情報

### ベンガルズ記録
- シーズン最多パス成功数：373（2007）
- シーズン最多パス試投数：586（2010）
- シーズンパス獲得ヤード4,000以上（2006, 2007）
- 1試合最多TDパス：6（2007年9月16日、クリーブランド・ブラウンズ戦）
- ルーキーの1試合最多TDパス：4（2004年11月28日、クリーブランド・ブラウンズ戦）
- パサーレーティング100以上を記録した連続試合数：9

### カージナルス記録
- シーズン最多パス獲得ヤード：4,671（2015）
- シーズン最多パッシングTD：35（2015）
- シーズン4,000パス獲得ヤード以上を記録した最多数：3